# Conjunts de petròglifs de l'Altai mongol
Els petròglifs de l'Altai mongol són un conjunt de petròglifs i monuments funeraris situats a tres jaciments arqueològics a l'aimag kazakh semiautònom de Bayan-Ölgii, a l'oest de Mongòlia, al massís de l'Altai. El lloc està inclòs en la Llista del Patrimoni de la Humanitat de la UNESCO. Els motius abasten un període de 12.000 anys, sent el període més antic de l'11.000 al 6.000 aC.

## Descripció
Els tres jaciments estan situats en valls d'alta muntanya tallats per les glaceres del Plistocè:
- Valls dels rius Tsagaan Salaa i Baga Oigor, al sum d'Ulaankhus;[2]
- Vall de l'alt Tsagaan Gol (Shiviit Khairkhan, Mongòlia: Шивийт Хайрхан);
- Vall de l'Aral Tolgoi (mongol: Арал толгой) al sum de Tsengel.

El lloc de la vall del Tsagaan Gol inclou cérvols en els mateixos estils que les pedres de cérvol.